# Inmigración libanesa en Venezuela
La inmigración libanesa en Venezuela se inició bien entrado el siglo XIX a raíz de las políticas represivas que aplicaba el Imperio otomano contra los católicos maronitas. Varios de los destinos que escogieron los libaneses de ese momento estuvieron en países de América, entre ellos Venezuela. Las óptimas condiciones de vida y de desarrollo establecieron a este país como un destino tradicional de emigración. En la actualidad, existen cerca de 126.000 libaneses en territorio venezolano.

## Historia
El proceso de inmigración de libaneses en Venezuela se puede apreciar en dos oleadas distintas. La primera en los años 1860 y luego en los años 1920.
A raíz de la guerra otomano-mameluca en 1516, la cordillera del Líbano y sus regiones circundantes se convirtieron en un estado vasallo del imperio otomano. Pese a que la administración imperial, cuya religión oficial era el islam, garantizaba la libertad de culto a las comunidades no musulmanas —y el Líbano en especial tenía un status semiautónomo—, la situación para los practicantes de la Iglesia católica maronita se vio complicada, ya que debían cancelar impuestos exagerados y sufrían limitaciones para manifestar su cultura. Estas tensiones se exteriorizaron en una rebelión en 1821 y una guerra civil entre maronitas y drusos en 1860, la cual se saldó con la victoria de estos últimos. El clima hostil causó que muchos libaneses vendiesen sus propiedades y tomaran barcos en los puertos de Sidón, Beirut y Trípoli rumbo al continente americano.

Los libaneses se han caracterizado por dominar gran parte del comercio popular en diferentes partes de Venezuela.

Se considera generalmente que esta primera oleada comenzó a arribar al país durante 1862, en los últimos meses de la Guerra Federal. Una vez desembarcando en los puertos de Venezuela, fueron clasificados por las autoridades como «turcos», debido a que sólo se les había expedido pasaportes con esa nacionalidad. Según investigaciones, los puntos de entrada  fueron la isla de Margarita y Puerto Cabello. El primer contingente de libaneses se asentaron en dichos puertos y también en Cumaná, La Guaira y Punto Fijo, desde donde se diseminaron al interior del país. Se desempeñaron mayoritariamente en el sector comercial, ayudando a desarrollar ese sector en la economía nacional que hasta el momento presentaba pocos avances.
La segunda oleada de inmigración libanesa se desarrolló a partir de 1918. Después de la derrota de los otomanos tras la Primera Guerra Mundial, se estableció el Mandato francés de Siria, con una de sus subdivisiones siendo el Estado del Gran Líbano. Las duras condiciones de la posguerra motivaron nuevamente a los libaneses a emprender un camino similar al del siglo XIX hacia el continente americano, incluyendo a Venezuela.
A pesar de que los libaneses habían llegado a Venezuela en varias ocasiones, no fue hasta mediados de los años 1960 y principios de los 1970 que la inmigración tomó mayor fuerza, ya que para esa época Venezuela contaba con muchas oportunidades de empleo y de buen vivir. 
Actualmente hay alrededor de 1 600 000 venezolanos de origen árabe, principalmente procedentes del Líbano, Siria y Palestina.

## Religión
El 60% de los libaneses en Venezuela son cristianos, un 30% musulmanes y un 10% son drusos o de otras religiones.